# Средний Бугзас
Средний Бугзас — посёлок в Таштагольском районе Кемеровской области. Входит в состав Усть-Кабырзинского сельского поселения.

## География
Центральная часть населённого пункта расположена на высоте 514 метров над уровнем моря.

## Население
По данным Всероссийской переписи населения 2010 года, в посёлке Средний Бугзас проживает 12 человека(7 мужчин, 5 женщин).